# Som skimret över hav och sky
Som skimret över hav och sky är en psalm med text skriven före 1542 av Johannes Zwick och musik skriven 1541 av Johann Walter. Texten bearbetades 1969 av Anders Frostenson.

## Publicerad i
- Nr 178 i Den svenska psalmboken 1986 under rubriken "Dagens och årets tider. Morgon."[1]